# Џена Ортега
Џена Мари Ортега (енгл. Jenna Marie Ortega; Палм Дезерт, 27. септембар 2002) америчка је глумица. Каријеру је започела као дечја глумица, а истакла се улогом младе Џејн у серији Девица Џејн (2014—2019). Пробој је остварила улогом Харли Дијаз у серији У средини (2016—2018).
Добила је позитивне рецензије критичара за улогу у филму Последице (2021), док је 2022. године добила титулу краљице вриска улогама у филмовима X и Врисак. Улогом у серији Среда (2022—данас) номинована је за награду Златни глобус, Еми за програм у ударном термину и Удружења филмских глумаца.

## Детињство
Рођена је 27. септембра 2002. године у Палм Дезерту. Четврто је од шесторо деце својих родитеља. Отац јој је Мексиканац, а мајка Мексиканка и Порториканка. Због своје каријере, није „заиста живела нормалним начином живота”, те је изразила жаљење што је пропустила традиционално средњошколско искуство и тинејџерске прекретнице попут матурске вечери.

## Филмографија

### Филм
| Улоге на филму |                                  |               |                        |          |
| Година         | Српски назив                     | Изворни назив | Улога                  | Напомена |
| 2013.          | Ајрон Мен 3                      |               | потпредседникова ћерка |          |
| 2013.          | Астрална подмуклост: Поглавље 2  |               | Ени                    |          |
| 2014.          | Мали неваљалци                   |               | Мари Ен                |          |
| 2015.          |                                  |               | Ана Чапа               |          |
| 2018.          |                                  |               | Дон                    |          |
| 2020.          | Дадиља из пакла 2: Краљица смрти |               | Фиби Атвел             |          |
| 2021.          | Дан за да                        |               | Кејти Торес            |          |
| 2021.          | Последице                        |               | Вејда Кавел            |          |
| 2022.          | Врисак                           |               | Тара Карпентер         |          |
| 2022.          | X                                |               | Лорејн                 |          |
| 2023.          | Врисак 6                         |               | Тара Карпентер         |          |
| 2023.          |                                  |               | Мејбел                 |          |
| 2024.          | Милерова девојка                 |               | Кајро Свит             |          |
| 2024.          | Битлђус Битлђус                  |               | Астрид Диц             |          |
| 2025.          |                                  |               | Ридли Кинтнер          |          |
| 2025.          |                                  |               | Анима                  |          |

### Телевизија
| Улоге на телевизији |                                          |               |                                  |                                           |
| Година              | Српски назив                             | Изворни назив | Улога                            | Напомена                                  |
| 2012.               | Роб                                      |               | девојчица                        | епизода: „Беба буба”                      |
| 2012.               | Место злочина: Њујорк                    |               | Ејми Мур                         | епизода: „Неизговорено”                   |
| 2014.               |                                          |               | Зои Леон                         | споредна улога                            |
| 2014–2019.          | Девица Џејн                              |               | млада Џејн Вилануева (12 година) | споредна улога; 27 епизода                |
| 2015.               |                                          |               | Дарси                            | главна улога                              |
| 2016–2018.          | У средини                                |               | Харли Дијаз                      | редовна улога                             |
| 2016–2020.          | Елена од Авалора                         |               | принцеза Изабела                 | главна гласовна улога                     |
| 2016.               | Елена и тајна Авалора                    |               | принцеза Изабел                  | гласовна улога; телевизијски филм         |
| 2018.               | Чудакиње                                 |               | Изи                              | епизода: „НПЗ (пре Френкине пријатељице)” |
| 2019—2023.          | Гринови из велеграда                     |               | Габријела Еспиноса               | гласовна улога; 6 епизода                 |
| 2019.               | Ти                                       |               | Ели Алвез                        | главна улога (2. сезона)                  |
| 2020.               |                                          |               | принцеза Батеркап                | епизода: „Ватрена мочвара”                |
| 2020—2022.          | Свет из доба јуре: Парк из времена креде |               | Бруклин                          | главна гласовна улога                     |
| 2022—данас          | Среда                                    |               | Среда Адамс                      | главна улога                              |
| 2023.               | Уживо суботом увече                      |               | себе (водитељка)                 | 1. епизода                                |